# Inoue Genzaburō
Inoue Genzaburō (井上 源三郎?) (4 de abril de 1829-29 de enero de 1868) nació en Bushu, lo que hoy en día representa a la zona este de Tokio. Era el capitán de la sexta unidad del Shinsengumi, una fuerza policíaca especial creada por el régimen del Shogunado Tokugawa.
Al igual que su hermano mayor, Inoue Matsugoro, también fue un practicante de la escuela Tennen Rishin-ryu y obtuvo el título de maestro de todas las técnicas de su escuela en 1860. Según versiones, vivió en Shieikan. Tenía cierto parentesco con Okita Rintaro (Cuñado de Okita Sōji). En 1863 se unió al Roshigumi junto a Kondō Isami y otros miembros del Shieikan.
Poseía una personalidad seria y una gran habilidad con la espada. Él mismo arrestó a ocho miembros del Ishin Shishi durante el incidente Ikedaya en 1864.
Murió durante la Batalla de Toba-Fushimi (la primera de la Guerra Boshin) en enero de 1869.

## Inoue en ficción
Inoue aparece en los manga Kaze Hikaru y en Getsumei Seiki. También es representado en la película de 1999 Gohatto y la serie de TV de NHK, Shinsengumi!.